# Berliner (vlak)
Berliner (podle německého hlavního města Berlína) je mezistátní vlakový expres dopravců České dráhy a DB Fernverkehr na lince spojující města Praha a Hamburk, jednotlivé spoje pak také Kiel a Flensburg (v ČR linka Ex5). Označení spojů pojmenovaných Berliner vycházelo před prosincem 2018 především ze jmen německých hudebních skladatelů, dříve ale v tomto směru jezdily i vlaky Vindobona, Hungaria a také prodloužená Slovenská strela.
Pod označením Berliner je vedeno 12 spojů číslovaných od GVD 2006/2007 v rozmezí 170 až 179 a rovněž pár vlaků číslo 378 a 379. Jednotné slovní označení nesou tyto spoje od jízdního řádu 2018/2019. Od roku 2018 jezdí na vlaku výlučně lokomotivy řady 193 Siemens Vectron.